# Geomalia heinrichi
Geomalia heinrichi е вид птица от семейство Turdidae. Видът е почти застрашен от изчезване.

## Разпространение
Видът е разпространен в Индонезия.